# Nico Abegglen
Pour les articles homonymes, voir Abegglen.
Vous pouvez aider à l'améliorer ou bien discuter des problèmes sur sa page de discussion.
- Il ne s’appuie pas, ou pas assez, sur des sources secondaires ou tertiaires. (Marqué depuis octobre 2024)
- Il devrait être synthétisé. Vous pouvez modifier son contenu afin de le rendre plus concis et/ou plus précis. (Marqué depuis octobre 2024)

- Archive Wikiwix
- Bing
- Cairn
- DuckDuckGo
- E. Universalis
- Gallica
- Google
- G. Books
- G. News
- G. Scholar
- Persée
- Qwant
- (zh) Baidu
- (ru) Yandex
- (wd) trouver des œuvres sur Wikidata

Nico Abegglen, né le 16 février 1990 à Staad, est un footballeur suisse. Il joue au poste d'attaquant.

## Biographie
Nico Abegglen naît le 16 février 1990 à Staad, dans le canton de Saint-Gall. Il a une sœur.
Après sa scolarité, il suit pendant deux ans les cours d'une école de commerce puis fait un stage d'un an au sein du secrétariat du FC Saint-Gall.
Marié et père de deux enfants, il vit depuis 2017 à Romanshorn, dans le canton de Thurgovie, après avoir habité à Gossau, dans le canton de Saint-Gall, et Staad jusqu'en 2010.

### Parcours en club
Nico Abegglen est formé au FC Staad, club de la localité du même nom rattachée à Thal, dans le canton de Saint-Gall. Nico Abegglen rejoint le FC Saint-Gall à l'âge de treize ans, après avoir été remarqué par un entraîneur dudit club. Il est d'abord membre de l'équipe des moins de quatorze ans. Il joue en première ligue à partir de l'été 2008, au sein de l'équipe des moins de vingt-et-un ans.
Il joue son premier match professionnel sous les couleurs du FC Saint-Gall le 10 mai 2008, lors de la dernière journée de championnat contre le FC Aarau alors que club est condamné à jouer le barrage de relégation. Il participe au titre et la remontée du club dans l'élite la saison suivante puis de nouveau en 2012 un an après une nouvelle rétrogradation. 
Insatisfait de son temps de jeu, il quitte le club en février 2013 pour rejoindre le FC Vaduz.
Il termine la saison 2012-2013 au FC Vaduz, qui évolue alors en deuxième division. Il est longtemps blessé d'une rupture du ligament croisé lors de la première partie de saison suivante mais participe tout de même au titre qui permet au club de retrouver la première division suisse. Lors de la saison 2014-2015, et grâce à la victoire en Coupe du Liechtenstein, il joue ses premiers matchs européens lors des premiers tours de qualification de la Ligue Europa contre Europa FC et Ruch Chorzów. 
Après avoir participé au premier match de Ligue Europa du FC Vaduz en juillet 2015, lors d'une victoire cinq à zéro contre le SP La Fiorita et avoir marqué son premier but en compétition européenne, il quitte le club pour rejoindre le FC Wohlen, qui évolue en deuxième division[réf. souhaitée]. 
Lors de sa première saison avec le FC Wohlen, il manque treize matchs pour cause de blessure, dont une déchirure du ligament interne en janvier 2016. La saison suivante il est victime de plusieurs nouvelles blessures, qui le font manquer six matchs. En juillet 2017, il rejoint le SC Brühl qui évolue en Promotion League, la troisième division suisse. Il y passe au total trois saisons avant de terminer sa carrière au FC Gossau qui évolue en quatrième division suisse. Il y passe quatre saisons et en devient le capitaine, avant de voir le club rétrogradé et de prendre sa retraite. Il devient ensuite entraîneur adjoint du club.

### En sélection
Nico Abegglen prend part à quatre rencontres avec l'équipe de Suisse des moins de 19 ans et cinq rencontres pour deux buts avec l'équipe de Suisse des moins de 20 ans.

## Palmarès
Nico Abegglen est champion de Suisse de deuxième division en 2009 et 2012 avec le FC Saint-Gall et en 2014 avec le FC Vaduz.
Il remporte la Coupe du Liechtenstein en 2013, 2014 et 2015.